# Наземка бородавчаста
Наземка бородавчаста (Polycnemum verrucosum) — вид квіткових рослин родини щирицевих (Amaranthaceae).

## Біоморфологічна характеристика
Це однорічна рослина 5–30 см заввишки. Стебла тонкі, залозисті. Листки притиснуті до стебла, 3-гранно-шилоподібні, нижні 10 мм завдовжки, решта 2–4 мм. 

## Поширення
Росте у Європі й Туреччині.
В Україні вид росте на пісках – на Закарпатті, рідко (гора Надьгедь); У Поліссі, зрідка; у Лісостепу, Лівобережному Степу, звичайно